# Палласове залізо
Палласове залізо — перший досліджений залізо-кам'яний метеорит. Складається із заліза (з домішками нікелю) та олівіну. Брилу масою майже 700 кілограмів (42 пуди) знайдено в 1749 році за 200 км на південний захід від міста Красноярськ. Це перший метеорит, виявлений у Росії.

## Термін
Назву «Палласове залізо» (нім. Pallas-Eisen) дав метеориту Ернст Хладні (1756—1827), на честь академіка Петера-Сімона Палласа, який описав його 1773 року як «самородне залізо».
Ернст Хладні вперше науково обґрунтував ідею про позаземне походження Палласового заліза в книзі 1794 року «Про походження знайденої та інших подібних їй залізних мас і про деякі пов'язані з цим явища природи». Ця робота лягла в основу науки, що розвинулася згодом, — метеоритики, а залізо-кам'яні метеорити такого класу стали називати палласитами.
Офіційна міжнародна назва метеорита (за назвою міста Красноярська) — Krasnojarsk. Також іноді вживають назви Krasnoiarsk, Malyi Alai або Malyi Alaj (від гір Малий Алтай), Medwedeva або Medwedewa (від села Медведєва), Emir Mount або Breg Emir (від гори Емір), Kemis Mount або Kemiz (від гори Кеміз), а також історичну назву Палласове залізо (Pallas iron або Pallace iron).

## Історія

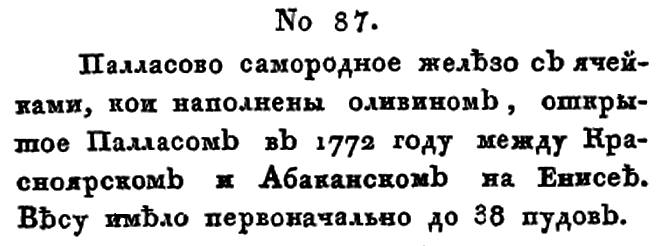
Опис метеорита В. М. Севергіним, 1821

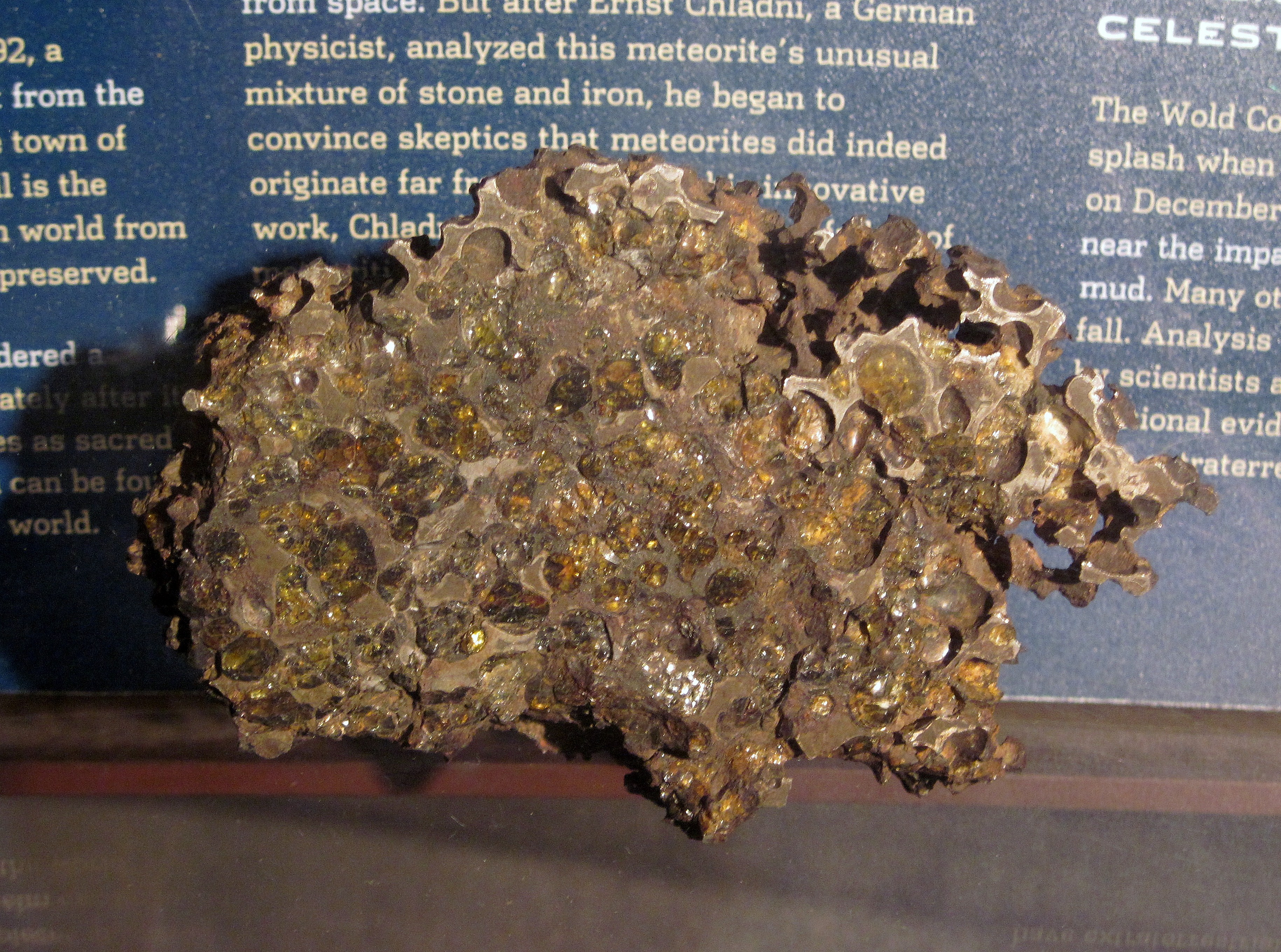
Частина метеорита, Американський музей природної історії

Метеорит знайшли в 1749 році місцевий коваль Яків Медведєв і гірничий майстер І. К. Меттіх біля села Медведєво (нинішня територія Комської сільради Новоселівського району Красноярського краю).
У 1772 році незвичну брилу показали академіку Петеру-Симону Палласу, який на той час був у тих краях з експедицією. За його вказівкою основну частину брили, масою близько 40 пудів, 1773 року відправлено в Санкт-Петербург, а 1777 року — доставлено в Кунсткамеру.
Спочатку брила, як тоді вважали, «самородного заліза», важила 687 кг, пізніше її розпиляли і розбили на частини. Найбільший шматок масою 514,557 кг зберігається в Метеоритній колекції РАН у Москві, 4 кг — у Музеї природознавства у Відні, 2,6 кг — в Університеті Копенгагена, 2 кг — у Берліні та в інших місцях.
Первинне місце знаходження метеорита визначено в 1976—1979 роках експедиціями під керівництвом А. Й. Єрємєєвої. Було встановлено його знаходження в 4,5 км на південний схід від гори Великий Імір на сопці Поперечна (Метеоритна) на південному (правому) березі Красноярського водосховища. На цьому місці встановлено пам'ятний знак «Місце падіння метеорита Палласове залізо».